# Heinrich Carl Alexander Pagenstecher

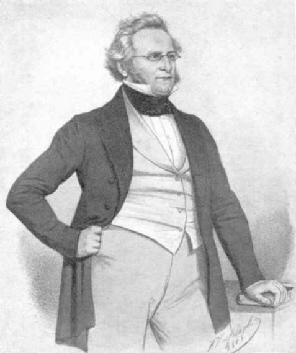
Alexander Pagenstecher (Porträt von Heinrich Hasselhorst, 1848)

Heinrich Carl Alexander Pagenstecher (* 11. Juli 1799 in Herborn; † 20. März 1869 in Heidelberg) war ein deutscher Arzt und Abgeordneter zur Frankfurter Nationalversammlung.

## Biografie
Pagenstecher war ein Spross der Juristen- und Gelehrtenfamilie Pagenstecher und Sohn des Bibliothekars Ernst Erhard Cornelius Pagenstecher († 1818 in Wiesbaden), Professor an der nassauischen Hohen Schule Herborn, und der Henriette Dorothea, geborene Otterbein.
Er besuchte die Elementarschule und das Herborner Pädagogium. Noch mit 15 Jahren wurde er auf die Hohe Schule aufgenommen, wo er aber nicht lange verblieb. Seine Kindheits- und Jugenderinnerungen aus Herborn, 1935 veröffentlicht in den Nassauischen Annalen, zeichnen ein lebendiges Bild einer nassauischen Kleinstadt zu Anfang des 19. Jahrhunderts, insbesondere unter dem Eindruck der französischen Besatzung und des Auflebens der Nationalbewegung.
Im Alter von 16 Jahren begann Pagenstecher sein Medizinstudium an der Universität Heidelberg, wo er 1819 zum Dr. med. promovierte. Als Mitglied der Burschenschaft Teutonia Heidelberg (1815) bzw. der Alten Heidelberger Burschenschaft (1816) wurde er in Untersuchungshaft genommen, weil er einen Brief von Karl Ludwig Sand an dessen Mutter einer Zeitung in Speyer übergeben hatte. Sein Sohn Heinrich Alexander als Corpsstudent und Autor der Biografie in der ADB zitiert konkret zu dem Fall seines Vaters Goethe mit der Bemerkung „diese jungen Leute sind einzeln ganz brav und gut; ihr Zusammenhang, ihre Freundschaft ist es die sie ruiniert.“
Nach Studienreisen nach Paris und Italien legte er 1820 das nassauische Medizinische Staatsexamen ab und wurde Medizinalassistent in Nassau (Lahn). 1824 folgte das preußische Staatsexamen und die Niederlassung als Arzt in Elberfeld. Pagenstecher engagierte sich im Raum Wuppertal als Arzt stark für die ärmeren und bedürftigen Bevölkerungskreise und gelangte als engagierte Persönlichkeit zu Bekanntheit und Ansehen. Er wurde in den Fünfzigerausschuss und anschließend für den Wahlkreis Barmen und Elberfeld in die Frankfurter Nationalversammlung gewählt. Dort gehörte er der Fraktion des Casino an. 1852 setzte er sich in Heidelberg zur Ruhe. Die Politik ließ ihn jedoch nicht los: 1863 wurde er als Abgeordneter in die Zweite Badische Kammer gewählt, wo er bis 1866 ein Mandat besaß.
Sein Enkel und ein Sohn des Sanitätsrats Friedrich August Pagenstecher (* 1843) und dessen Frau Anna Elisabeth Freiin von Hurter (* 1857) war der Maler und Heraldiker Wolfgang Pagenstecher.

## Werke
- De Metastasi. Diss. Heidelberg 1819.
- Die asiatische Cholera in Elberfeld vom Herbst 1849 bis zum Frühling 1850. Elberfeld 1851.
- Die Insel Mallorka. Reiseskizze. Leipzig 1867.